# Tyburn

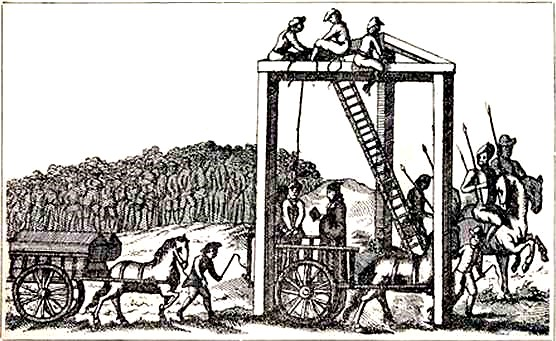
Drzewo Tyburn

Tyburn lub Tyburn Tree (z ang. „drzewo Tyburn”) – miejsce egzekucji skazańców za wykroczenia przeciw królowi Anglii i jednocześnie męczeństwa katolików w Londynie w pobliżu Marble Arch na zbiegu ulic Edgware Rd. i Bayswater Rd. Wyroki wykonywano w okresie od XII do XVIII w. Wśród niekatolickich skazańców Tyburn był także purytanin, przywódca wojny domowej 1642–1645 r., lord protektor Oliver Cromwell. Wyrok na Cromwellu miał znaczenie symboliczne, gdyż dokonano go pośmiertnie na zwłokach, które specjalnie w tym celu ekshumowano.

## Katoliccy męczennicy
Drzewo Tyburn było miejscem straceń wieluset katolickich męczenników, dokonywanych na mocy Ustawy o zdradzie stanu z 1534 r. Uchwała parlamentu brytyjskiego uznawała odmowę podpisania Aktu Supremacji monarchy nad Kościołem w Anglii za najwyższe przestępstwo przeciw królowi i krajowi, karane śmiercią. Samo bycie kapłanem katolickim na terenie Zjednoczonego Królestwa, lub ukrywanie go, podpadało pod tę karę. Dokonywano jej poprzez powieszenie, otworzenie wnętrzności i poćwiartowanie.

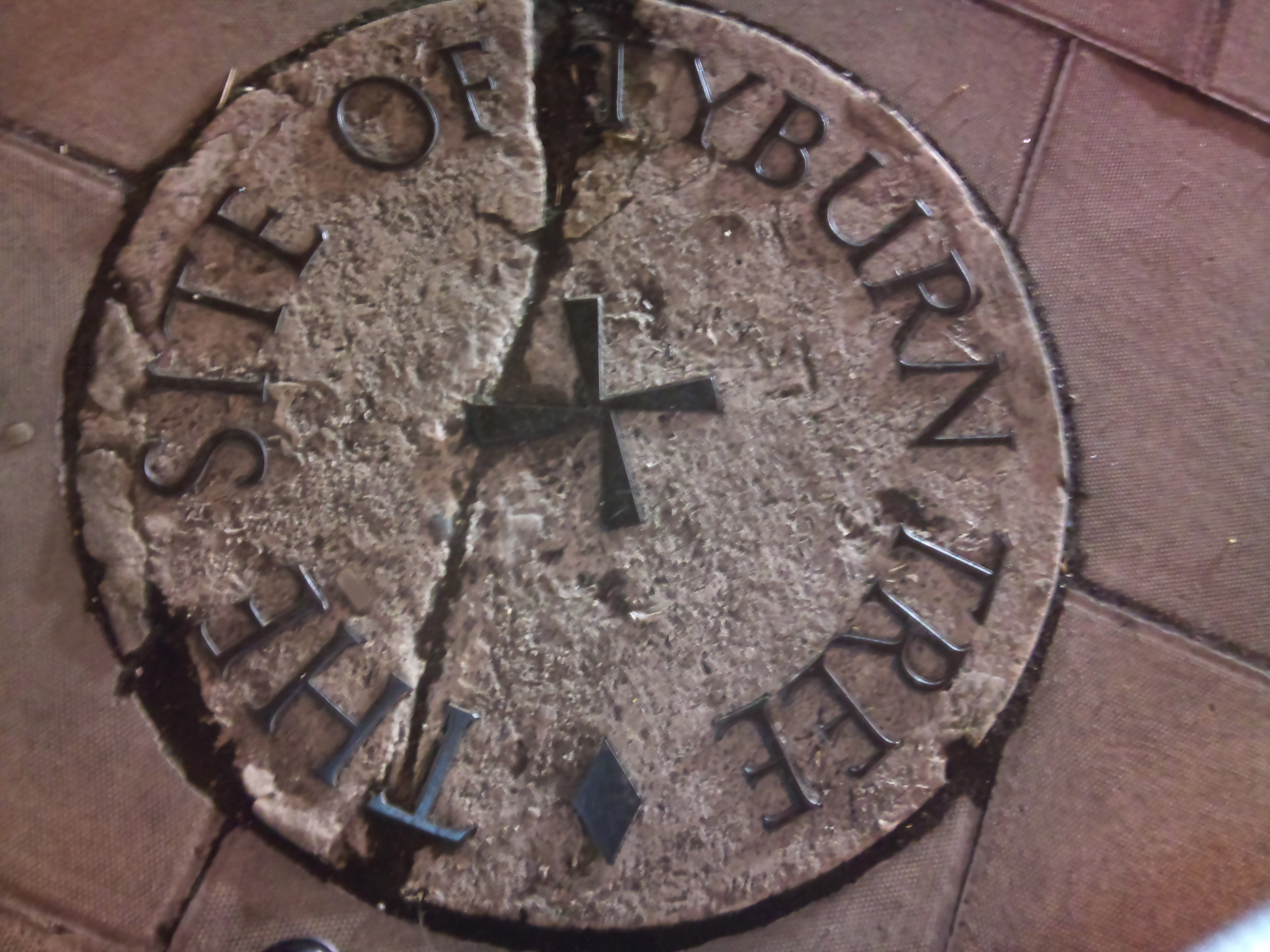
Pamiątkowa płyta na miejscu, gdzie stało Drzewo Tyburn

Egzekucje katolickich skazańców były tak liczne, że powiększono szubienicę, nadając jej charakterystyczny kształt trójkąta, aby można było dokonywać egzekucji wielu osób naraz. Tak zginął przeor kartuskiej wspólnoty eremickiej św. Jan Houghton i wielu spośród londyńskich kartuzów, jezuita Edmund Campion, arcybiskup Armagh Oliver Plunkett i wielu innych. 
Jednym z nich był skazany jako ostatni za Elżbiety I, kapłan wykształcony w kolegium angielskim w Valladolid i w Sevilli bł. William Richardson (alias Anderson). Po powrocie do Anglii w 1594 r. znalazł schronienie w Inns of Court (Stowarzyszenie Prawników). Pod jego wpływem wielu młodych prawników powróciło do Kościoła katolickiego. Po aresztowaniu i skazaniu, gdy 17 lutego 1603 r. ciągnięto go na rodzaju drewnianej palety na skazanie, wielu jego uczniów otoczyło go i towarzyszyło mu do samego drzewa Tyburn, ocierając błoto z jego twarzy. Nie pozwolili się odsunąć aż do samego końca, tłocząc się wokół niego, całując jego ręce i prosząc o błogosławieństwo.
W bezpośredniej bliskości miejsca, gdzie stało Drzewo Tyburn, znajduje się klasztor Benedyktynek wieczystej adoracji, gdzie odbywa się całodzienna adoracja Najświętszego Sakramentu oraz przechowywane są pamiątki i relikwie po męczennikach Tyburn.